# San Bartolomé (parroquia)

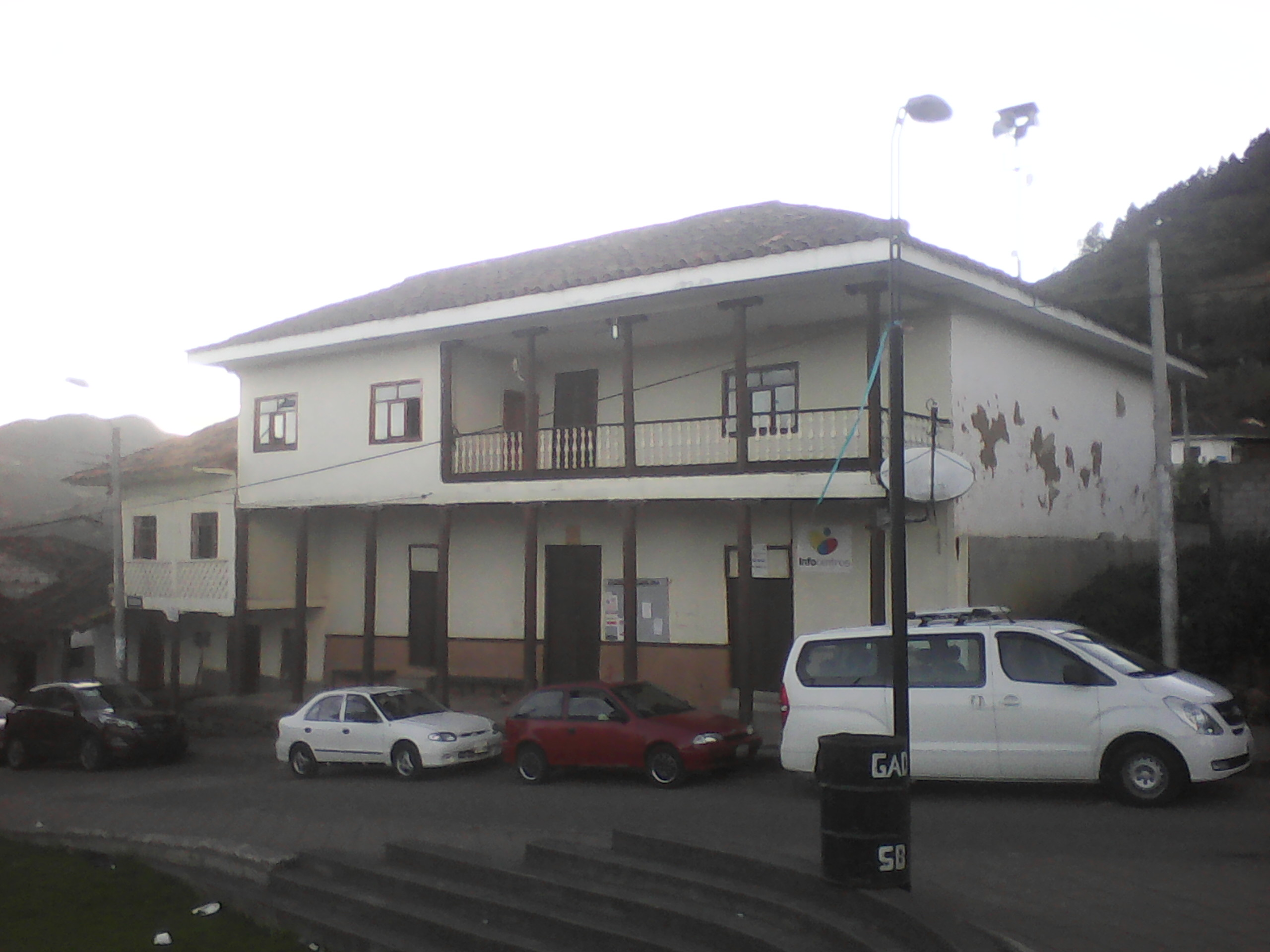
Casa patrimonial de San Bartolomé, Sígsig

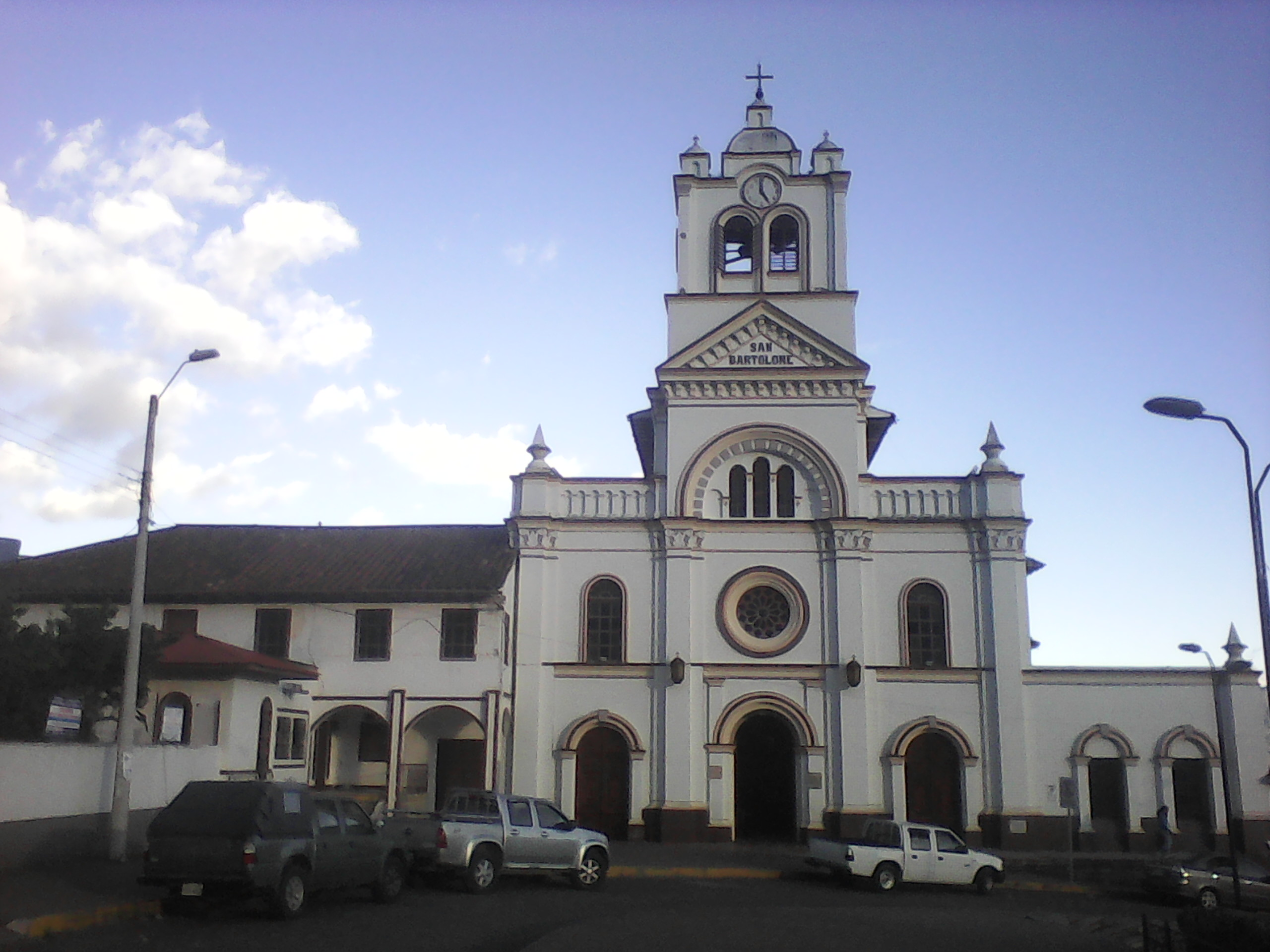
Iglesia matriz de San Bartolomé, Sígsig

San Bartolomé es una parroquia rural del cantón Sígsig, en la provincia de Azuay (Ecuador).